# Lepidanthrax litus
Lepidanthrax litus är en tvåvingeart som beskrevs av Hall 1976. Lepidanthrax litus ingår i släktet Lepidanthrax och familjen svävflugor. Inga underarter finns listade i Catalogue of Life.